# Friedrich-Wilhelm Henning
Friedrich-Wilhelm Henning (auch Friedrich Wilhelm Henning; * 22. März 1931 in Trebitz; † 14. Dezember 2008 in Heimerzheim) war ein deutscher Wirtschafts- und Sozialhistoriker.

## Leben und Wirken
Der Sohn eines promovierten Diplomlandwirts absolvierte nach dem Abitur eine landwirtschaftliche Ausbildung. Danach studierte er ab 1952 Landwirtschaft, Rechtswissenschaft, Volkswirtschaftslehre und Geschichte an der Universität Göttingen. Seit 1952 war er Mitglied der Studentenverbindung Göttinger Wingolf. Er wurde 1963 mit einer Dissertation zum Einfluss der Stände auf die Landes- und Gerichtsverfassung in Deutschland zum Dr. jur. promoviert und im selben Jahr zum Dr. rer. pol. mit einer Dissertation zu Herrschaft und Bauernuntertänigkeit. Im Jahr 1967 folgte die Habilitation mit einer Arbeit über die Dienste und Abgaben der Bauern im 18. Jahrhundert. Henning war zunächst Dozent in Göttingen und wurde 1971 auf den Lehrstuhl für Wirtschafts- und Sozialgeschichte an die Universität zu Köln berufen, den er bis zu seiner Emeritierung im Jahr 1996 bekleidete. Von 1972 bis 1996 war Henning auch Wissenschaftlicher Direktor des Rheinisch-Westfälischen Wirtschaftsarchivs in Köln. Nach seiner Emeritierung blieb Henning Herausgeber der Reihe Wirtschafts- und Sozialgeschichte, der Vierteljahrschrift für Sozial- und Wirtschaftsgeschichte sowie der Scripta Mercaturae.
Hennings Hauptwerk ist das dreibändige Handbuch der Wirtschafts- und Sozialgeschichte Deutschlands, mit dem er ein noch heute vielfach benutztes Standardlehrbuch schuf. Henning war zudem auf dem Gebiet der Agrargeschichte tätig, unter anderem als Herausgeber der Deutschen Agrargeschichte. In dieser Reihe veröffentlichte Henning 1994 den Band zur Deutschen Agrargeschichte des Mittelalters. Henning arbeitete zudem zur Finanz- und Steuergeschichte, zur Banken- und Börsengeschichte sowie zur Unternehmer- und Unternehmensgeschichte. Regionale Schwerpunkte waren Ostpreußen, Schlesien und Westfalen. Seit 1976 war er Mitglied der Historischen Kommission für ost- und westpreußische Landesforschung, ab 1988 auch der Historischen Kommission für Schlesien.

## Schriften (Auswahl)
- Herrschaft und Bauernuntertänigkeit. Würzburg 1964.
- Das vorindustrielle Deutschland, 800 bis 1800. Schöningh, Paderborn 1974.
- Die Industrialisierung in Deutschland, 1800 bis 1914. Schöningh, Paderborn 1973.
- Das industrialisierte Deutschland, 1914 bis 1972. Schöningh, Paderborn 1974.
- Landwirtschaft und ländliche Gesellschaft in Deutschland. 2 Bände. Schöningh, Paderborn.
  - Bd. 1: 800 bis 1750. 1979.
  - Bd. 2: 1750 bis 1976. 1978.
- Handbuch der Wirtschafts- und Sozialgeschichte Deutschlands. 3 Bände. Schöningh, Paderborn 1991–2003.